# Jenna Boyd
Jenna Boyd (* 4. März 1993 in Bedford, Texas) ist eine US-amerikanische Schauspielerin. Ihr Bruder Cayden Boyd ist ebenfalls Schauspieler.

## Leben und Karriere
Im Alter von zwei Jahren nahm sie an einem Kindermodelwettbewerb teil und wurde dabei von einem Agenten entdeckt. In der Folgezeit trat sie in Werbespots und in der Fernsehserie Barney und seine Freunde auf.
Um ihre Karriere anzukurbeln, zog Jenna Boyds Familie mit ihr nach Los Angeles, wo sie bald Gastrollen in Serien wie Six Feet Under – Gestorben wird immer und CSI: Miami erhielt. 2003 spielte sie an der Seite von Tommy Lee Jones und Cate Blanchett eine Nebenrolle in dem Kinofilm The Missing und wurde mit dem Young Artist Award ausgezeichnet.
Im Jahr 2005 trat sie in dem Jugendfilm Eine für 4 als sterbenskrankes Mädchen auf und wurde erneut für einen Young Artist Award nominiert.
Neben der Schauspielerei betätigt sich Jenna Boyd als Eiskunstläuferin und hat in ihrer Altersklasse bereits einige Preise gewonnen.

## Filmografie (Auswahl)
- 2001: Just Shoot Me – Redaktion durchgeknipst (Just Shoot Me!)
- 2001: Titus
- 2001: The Geena Davis Show
- 2002: CSI: Den Tätern auf der Spur (CSI: Crime Scene Investigation, Fernsehserie, Folge 2x22)
- 2002: Six Feet Under – Gestorben wird immer (Six Feet Under, Fernsehserie, Folge 2x10)
- 2002: Special Unit 2 – Die Monsterjäger (Special Unit 2, Fernsehserie, Sprechrolle, Folge 2x12)
- 2002: Eine Mami vom Weihnachtsmann
- 2003: Carnivàle (Fernsehserie, Folge 1x01)
- 2003: Dickie Roberts: Kinderstar (Dickie Roberts: Former Child Star)
- 2003: Die Stunde des Jägers (The Hunted)
- 2003: The Missing
- 2005: Eine für 4 (The Sisterhood of the Travelling Pants)
- 2007: Ghost Whisperer – Stimmen aus dem Jenseits (Ghost Whisperer, Fernsehserie, Folge 2x18)
- 2007: The Gathering – Tödliche Zusammenkunft (The Gathering)
- 2008: Criminal Minds (Fernsehserie, Folge 4x03)
- 2012: Last Ounce of Courage
- 2013: Complicity
- 2014: Runaway (Fernsehfilm)
- 2016: Code Black (Fernsehserie, Folge 2x06)
- 2017: Nowhere, Michigan
- 2017–2021: Atypical (Fernsehserie, 31 Folgen)
- 2019: Mr. Mom (Fernsehserie, Folge 1x02)
- 2022: Good Mourning